# Le Couteau sur la nuque (téléfilm, 1985)
Pour les articles homonymes, voir Le Couteau sur la nuque (homonymie).
Pour plus de détails, voir Fiche technique et Distribution.
Le Couteau sur la nuque (Thirteen at Dinner) est un téléfilm américain réalisé par Lou Antonio diffusé pour la première fois aux États-Unis le 19 septembre 1985. Il est adapté du roman Le Couteau sur la nuque d'Agatha Christie, mettant en scène le détective belge Hercule Poirot.
Peter Ustinov reprend le rôle d'Hercule Poirot pour la troisième fois.

## Synopsis
Hercule Poirot fait la connaissance sur un plateau de télévision de l'acteur Bryan Martin et de sa future partenaire à l'écran Jane Wilkinson, qui s'avère être en réalité Carlotta Adams, une imitatrice. Ils sont tous invités chez la véritable actrice qui apprécie le talent de Carlotta. Jane demande à Poirot d'intercéder en sa faveur auprès de son mari, Lord Edgware, pour obtenir son consentement en vue d'un divorce. Ce dernier assure à Poirot avoir pourtant déjà donné son consentement par écrit quelques mois plus tôt. Peu après, Lord Edgware est retrouvé mort.

## Fiche technique
- Titre français : Le Couteau sur la nuque
- Titre original : Thirteen at Dinner
- Réalisation : Lou Antonio
- Scénario : Rod Browning, d'après le roman Le Couteau sur la nuque d'Agatha Christie.
- Décors : Andrew Sanders
- Costumes : Jane Robinson
- Photographie : Curtis Clark
- Montage : David A. Simmons
- Musique : John Addison
- Production : Neil Hartley
- Société de production : CBS Entertainment Production et Warner Bros. Television
- Pays d’origine :  États-Unis
- Langue originale : anglais
- Format : couleur — 35 mm — 1,33:1 — Mono
- Genre : Téléfilm policier
- Durée : 87 minutes
- Dates de sortie :
  -  États-Unis : 19 septembre 1985

## Distribution
- Peter Ustinov (VF : lui-même) : Hercule Poirot
- Faye Dunaway (VF : Marion Loran) : Jane Wilkinson / Carlotta Adams
- David Suchet (VF : Igor De Savitch) : l'inspecteur Japp
- Jonathan Cecil (VF : Jacques Ciron) : le capitaine Arthur Hastings
- Bill Nighy (VF : Guy Chapellier) : Ronald Marsh
- Diane Keen (VF : Martine Meiraghe) : Jenny Driver
- John Stride (VF : Yves Barsacq) : le réalisateur du film
- Benedict Taylor (VF : Éric Legrand) : Donald Ross
- Lee Horsley (VF : Mario Santini) : Bryan Martin
- Allan Cuthbertson (VF : Roland Ménard) : Sir Montague Corner
- Glyn Baker : le valet de Lord Edgware
- John Barron (en) (VF : Georges Riquier) : Lord Edgware
- Peter Clapham : M. Wildburn
- Lesley Dunlop (VF : Françoise Dasque) : Alice Bennett
- Avril Elgar (VF : Monique Mélinand) : Miss Carroll
- Roger Milner : le valet de pied du Duc de Merton
- Amanda Pays : Geraldine Marsh
- John Quarmby (VF : Jacques Ebner) : le majordome de Sir Montague
- Geoffrey Rose (VF : Jean-Pierre Leroux) : le duc de Merton
- Pamela Salem(VF : Anne Rochant) : Mme Wildburn
- Jean Sincere : Ellis, la femme de chambre
- David Frost (VF : Jacques Frantz) : lui-même (non crédité)

## Autour du film
- Le rôle de l'Inspecteur Japp est détenu par David Suchet qui incarnera quatre ans plus tard le personnage d'Hercule Poirot dans la série Hercule Poirot.
- Peter Ustinov reprend le rôle d'Hercule Poirot pour la troisième fois. Après avoir joué dans deux films au cinéma, il incarne Poirot pour la première fois à la télévision.

## Sortie vidéo
Le téléfilm a fait l'objet d'une sortie sur le support DVD :
- Agatha Christie - Les classiques de Warner Bros. (Coffret 4 DVD-9) sorti le 19 octobre 2011 édité par Koba Films et distribué par Warner Bros. Home Entertainment France. Le ratio est en 1.33:1 plein écran 4:3. L'audio est en Français et Anglais 2.0 Dolby Digital avec présence de sous-titres français. En supplément les filmographies des acteurs, un documentaire sur Agatha Christie ainsi que des bandes annonces de l'éditeur. Il s'agit d'une édition Zone 2 Pal[1].